# 老撾鰍
老撾鰍為輻鰭魚綱鯉形目鰍科的其中一種，為熱帶淡水魚，分布於亞洲湄公河流域，本魚側面有縱向成列呈方形的黑色斑塊，體長可達10.6公分，棲息在底層水域，生活習性不明。

## 扩展阅读
維基物種上的相關：老撾鰍